# Eleutherodactylus pentasyringos
Eleutherodactylus pentasyringos är en groddjursart som beskrevs av Schwartz och Fowler 1973. Eleutherodactylus pentasyringos ingår i släktet Eleutherodactylus och familjen Eleutherodactylidae. IUCN kategoriserar arten globalt som sårbar. Inga underarter finns listade i Catalogue of Life.